# 워 위드 그랜파
《워 위드 그랜파》(영어: The War with Grandpa)는 미국에서 제작된 팀 힐 감독의 2020년 가족 코미디 영화이다. 로버트 드니로 등이 출연하였고, 필립 글래서 등이 제작에 참여하였다. 로버트 키멀 스미스의 동명 소설에 기반을 둔 작품이다.
2017년 5월 처음 촬영된 이 영화는 여러 촬영술의 변화와 원 배급자 와인스틴 컴퍼니의 파산으로 수차례 연기되었다. 이 영화는 마침내 2020년 10월 9일 미국에서 101 스튜디오에 의해 극장 개봉되었고 해외에서는 브룩데일 스튜디오가 2020년 8월을 기점으로, 국제적으로는 유니버설 스튜디오를 통해 배급이 이루어졌다.
이 영화는 박스오피스 봄이 되어 흥행에는 실패하였다.

## 출연
- 로버트 드니로
- 우마 서먼
- 롭 리글
- 오크스 페글리
- 로라 머라노
- 크리스토퍼 워컨
- 치치 매린
- 제인 시모어
- 훌리오시저 차베즈
- 콜린 포드
- 페이즌 러브

## 기타 제작진
- 배역: 로 베이커
- 미술: 존 콜린스
- 세트: 짐 램비, 린 미첼
- 의상: 크리스토퍼 하개돈